# Расселл, Чарльз Тейз
Чарльз Тейз Ра́сселл (англ. Charles Taze Russell; 16 февраля 1852, Аллегейни, Пенсильвания — 31 октября 1916, Пампа, Техас) — американский религиозный деятель, один из основателей религиозного движения «Исследователи Библии» (позднее — «Свидетели Иеговы»), с 1884 года президент Общества Сионской сторожевой башни (Пенсильвания) и издатель журнала «Сторожевая башня»; проповедник и автор религиозных трактатов.

## Биография
Родился в семье протестантов-пресвитериан шотландско-ирландского происхождения, отец — Джозеф Л. Расселл, мать — Энн Элайза (Берни) Расселл.
Под влиянием своих родителей уже в молодом возрасте он начал интересоваться религией; был воспитан в пресвитерианских традициях, однако впоследствии присоединился к конгрегационалистской церкви, где проявлял большую миссионерскую активность в своей местности.
Традиционное учение церквей о вечных мучениях осуждённых грешников в аду было для Расселла неприемлемым, уже в возрасте 17 лет он чуть было не стал агностиком.

### Влияние адвентизма (ожидание Второго пришествия)
В возрасте 16 лет Расселл познакомился с учением одного из направлений адвентизма и впоследствии попал под их сильное влияние.
Подобно другим христианам своего времени, он ожидал второго пришествия Христа между 1872 и 1876 годами; он учил, что Христос не должен был вернуться в теле, как человек, но как дух, невидимый для людей, и что Его присутствие должно было состояться в 1874 году. Это послужило причиной издания брошюры «Цель и способ возвращения нашего Господа» (1877), которая получила широкое распространение. Многие исследователи Священного Писания в США и Канаде откликнулись на полученную из этой книги информацию, и по этой причине корреспонденция стала огромной.
Переломным в его судьбе стал 1876 год, когда в одном из небольших адвентистских журналов «Глашатай утра» (англ. The Herald Of Morning) он прочитал пророчество о том, что Христос (пришествия которого с нетерпением ожидали отдельные миллериты) уже незримо сошёл на землю и теперь, никому не известный, наблюдает за жизнью людей. Что касается второго пришествия, то его, согласно этому пророчеству, следовало ожидать в 1878 году.
Поражённый прочитанным, Расселл решил кардинально изменить свою жизнь. Он свернул торговлю и все деньги отдал на поддержку упомянутого журнала. Издатель, довольный его рвением, назначил молодого коммерсанта своим помощником. Наступил период самых тесных контактов Расселла с адвентистами. В 1878 году ожидаемое пришествие в очередной раз не состоялось, и Расселл охладел к их учению.

### Издание журнала (1879)
С июля 1879 года он издавал свой собственный журнал «Сионская сторожевая башня и вестник присутствия Христа» (Zion Watch Tower and Herald of Christ's Presence), оставаясь до конца жизни его единственным редактором. Решив самостоятельно вычислить дату второго пришествия, Расселл обратился к той части книги пророка Даниила, где говорится о семи периодах («временах») безумия вавилонского царя Навуходоносора. Эти «семь времён» Расселл истолковал как 7 пророческих лет по 360 дней. Таким образом он получил период в 2520 дней. Их, подобно Миллеру, он перевёл в годы и вывел срок, отделяющий год начала исполнения пророчества Иезекииля о низложении Иерусалима (Иез. 21:25) от года второго пришествия. Считая, что начало пророчества относится к 606 году до н. э., он вычислил дату возвращения Христа — 1914 год. «Окончательное завершение царства этого мира и полное установление Царства Божия будет завершено к концу 1914 года, — писал он. — 1914 год увидит Царство воздвигнутым или прочно установленным на Земле, на руинах современных учреждений».
Первый номер журнала вышел тиражом 6000 экземпляров на английском языке объёмом в 8 страниц. В 1891 году объём журнала увеличился до 16 страниц, а в следующем году журнал начал выходить дважды в месяц. Со временем журнал начал выходить и на других языках, сначала — на шведском, потом — на немецком, а к 1916 году уже регулярно на семи языках: английском, датско-норвежском, немецком, польском, финском, французском и шведском.

### Миссионерская деятельность (1884)
Расселл был президентом акционерного общества Watch Tower Bible and Tract Society, Inc. с момента его основания в 1884 году и до самой смерти, а также являлся президентом Peoples Pulpit Association (основано в 1909), и International Bible Students Association (основано в Лондоне в 1913 году). Два последних общества были ассоциированы с Watch Tower Bible and Tract Society. Посредством этих обществ, а также лично, Расселл проповедовал свои взгляды о Царстве Христа.
В 1910 году светский журнал «Overland Monthly» подсчитал, что к 1909 году сочинения Рассела стали наиболее широко распространяемыми англоязычными авторскими произведениями в США. В нём говорилось, что суммарный объём его произведений был третьим по распространённости в мире после Библии и китайского альманаха. В 1912 году пресвитерианский журнал «The Continent», часто выступавший против Расселла, заявил, что в Северной Америке сочинения Рассела «еженедельно читаются в газетах больше, чем какого-либо человека, живущего на земле» и получили большее распространение, «чем совокупный тираж сочинений всех священников и проповедников в Северной Америке».
После смерти Расселла основанное им Общество Сторожевой башни возглавил Джозеф Ф. Рутерфорд. Возглавляемая Рутерфордом часть организации Исследователей Библии позже значительно выросла и стала известна как Свидетели Иеговы. Но были и другие Исследователи Библии, которые не признали Рутерфорда своим лидером. Некоторые из этих групп существуют до сих пор.

### Публикация «Исследований Писаний» (1886—1904)
В 1886 году Расселл опубликовал первый том из своей серии «Исследования Писаний», авторских толкований библейских текстов, под названием «Заря Тысячелетия» (The Millenium Dawn). В последующие 30 лет были изданы ещё 5 томов этой серии.

### Личная жизнь
В 1878 году Расселл вступил в брак с Мэрайей Френсис Экли (Maria Frances Ackley). Детей у супругов не было. После 17-и лет совместной жизни по причине недоразумений[каких?] в связи с издательством Общества Сторожевой башни она покинула мужа. В 1908 году, после судебного разбирательства, начатого по её инициативе в 1903 году, суд вынес решение о не полном расторжении брака — судебное разлучение с выплатой алиментов.

## Религиозные взгляды и учение
Человек достаточно набожный, Расселл выдвинул гипотезу о том, что поскольку все христианские вероучения в основании имеют Священное Писание и при этом не согласуются между собой, то, возможно, что Писание неправильно переведено и может быть так, что Священное Писание на самом деле не учит тому, чему учат церкви (прежде всего Расселл имел в виду учение о вечных муках). Он решил самостоятельно исследовать Библию без обращения к мнению других теологических авторитетов. Результатом стали его богословские книги и труды, проповеди, оглашавшие его представления о Царстве Христа. Без богословского диплома и рукоположения, он фактически стал пастором-проповедником.
Расселл утверждал, что пришло «подходящее время», «предназначенное для того, чтобы Священное Писание было понято» и, что ему было позволено понять Священное Писание и вполне отдать себя Богу, развить в себе плоды Святого Духа, чтобы Господни обетования принадлежали и ему, как написано: «Если это в вас есть и умножается, то вы не останетесь без успеха и плода в познании Господа нашего Иисуса Христа» (2Пет. 1:8).
Расселл проповедовал свои взгляды, подкрепляя их цитатами из Библии. Суть его теологических выводов заключалась в следующем:
1) человек не имеет в себе бессмертной души, но человек сам является «душою живою» (Быт. 2:7; 1Пет. 3:20 — Священное Писание, НМ);
2) наказание за грех смерть, а не вечные муки (Иез. 18:4);
3) смерть пришла на человека как заслуженное наказание за преступление Божьего закона (Рим. 5:12);
4) смерть обозначает полное небытие и забвение (Екк. 9:5, 10);
5) Бог по Своей доброте приготовил для человека искупление, через которое человек может быть освобождён из плена греха и смерти (Иоан. 3:16);
6) Сын Божий, Иисус Христос, став человеком, рос до совершеннолетия, а потом был осуждён на смерть только как человек;
7) Иисус был воскрешён из мёртвых лишь как духовное, не телесное, существо, имея заимствованную у Бога нетленную природу;
8) через Свою Смерть Иисус Христос искупил и освободил человека для возвращения к первоначальному безгрешному состоянию; Иисус Христос по благодати Божьей смерть вкусил за всех, так что каждый человек должен иметь в надлежащее время шанс получения вечной жизни, и поэтому будет воскресение мёртвых (Евр. 9:24—28; Иоан. 5:28);
9) Иисус Христос вознёсся на небо и не придёт снова на землю; а второе пришествие Христа на землю будет означать его особое невидимое присутствие (именно так он и переводил с греческого слово παρουσία (парусия), обычно передаваемое во многих переводах Библии как «пришествие») и будет посвящено особому избранию членов Собрания Христова из людей для Своего Царства; для такого высокого избрания потребны: вера в пролитую кровь Иисуса как искупления, полное посвящение себя исполнению воли Бога и верное пребывание в исполнении Отцовской воли до самой смерти; лишь такие посвящённые праведники, ставшие победителями, то есть достигшие духовного совершенства (из числа 144 000), при первом воскресении будут возвышены в Царство Бога на небесах, становясь соучастниками небесного правительства под руководством Иисуса Христа в Его тысячелетнем правлении для благословения всех народов земли (1Кор. 15:22—24);
10) на протяжении тысячелетнего правления Христа некоторые остальные «неправедные» умершие будут воскрешены и подвергнутся достаточному и беспристрастному испытанию к жизни или к осуждению; под этим правлением наиболее злостные и неисправимые грешники будут раз и навсегда истреблены с лица земли, а более послушные подданные правительства Христа (так называемое «великое множество») будут приведены к первоначальному человеческому совершенству тела, ума и характера, и на протяжении тысячелетнего правления вся земля будет приведена к состоянию совершенства в некое подобие рая, соответствующего состоянию человека до грехопадения, и все эти люди — «великое множество» — будет жить на земле на вечные века (Пс. 36:9—11, 29, 38; Откр. 7:9).

## Критика
Учение Расселла неоднократно подвергалось критике со стороны других христианских конфессий. Основные вопросы разногласий с другими христианскими конфессиями: отвержение учения о Троице, отрицание божественности Иисуса Христа, учений о бессмертии души и вечных муках в аду, вопросы эсхатологии.
Много претензий оппонентов вызвало учение о том, что второе пришествие Христа должно быть «невидимым» и что оно «уже состоялось».
Кроме вопросов доктринального характера, многие критики делали акцент на моральном облике Расселла. В частности, его обвиняли в сознательном обмане в суде (нарушение клятвы), мошенничестве в бизнесе, негуманном обращении с женой и разводе.

## Судебные иски Расселла
«The Brooklyn Daily Eagle» обвинила Расселла в мошенничестве, продаже низкосортной пшеницы под видом «чудо-пшеницы». Расселл возбудил дело о клевете, потребовав 100 000 долларов за нанесённый ущерб. Суд состоялся в январе 1913 года. Расселл проиграл дело, «чудо-пшеница» была признана низкосортной.
Также Расселл подавал иск за клевету на Дж. Росса, пастора баптистской церкви в Гамильтоне (провинция Онтарио, Канада), который обличал богословие и личные качества Расселла в своём памфлете. Расселл проиграл дело («The Brooklyn Daily Eagle» от 11 января 1913 года). Суд постановил, никакой клеветы не было и нарушений закона нет, что «было подтверждено словами самого Расселла». На процессе Расселл отказался давать какие-либо показания, за исключением перекрёстного допроса, произведённого адвокатом Росса Стонтоном. Расселл заявил, что все высказывания Росса — ложь, а это автоматически означало, что у него прекрасное образование, он великолепно знает богословие (историческое и систематическое) и может свободно читать на мёртвых языках (греческом и иврите). Более того, он утверждал, что соответствующим образом рукоположён в священники. Расселл отрицал все части памфлета Росса, за исключением рассказа о «чудо-пшенице». Он признал, что здесь есть «доля истины». Адвокат Росса Стонтон заставил «пастора» сознаться, что он не знает греческого алфавита (сначала он заявлял, что знает греческий алфавит, затем под давлением обстоятельств говорил, что может ошибаться, а в конце концов, когда ему показывали текст на греческом, признался, что не в состоянии читать), ничего не знает о латыни и иврите, никогда не изучал философию и систематическое богословие, не имеет высшего образования и никогда не был рукоположён в пасторы. Прежде он под присягой утверждал прямо противоположное.

## Прочие сведения
Вопреки распространённым представлениям, Рассел никогда не являлся масоном, однако в своих речах использовал подобные образы.

## Комментарии
1. ↑  Спустя год после смерти Расселла новый президент основанной им организации, Дж. Ф. Рутерфорд, опубликовал седьмой и последний том — «Завершённая тайна», хотя многими Исследователями Библии авторство этого тома оспаривается